# Ján Gajdošík
Ján Gajdošík (* 12. října 1978 v Breznu) je slovenský fotbalový obránce, od července 2013 působící v FO ŽP ŠPORT Podbrezová.

## Klubová kariéra
Svoji fotbalovou kariéru začal v Podbrezové, kde se postupně propracoval přes mládežnické kategorie do prvního týmu. V roce 2009 zamířil do Senice v níž působil 4 roky. Poté se vrátil do Podbrezové. V sezoně 2013/14 slavil s týmem postup do 1. slovenské ligy.